# Kalkzwelmos
Het kalkzwelmos (Scytinium schraderi) is een korstmos uit de familie Collemataceae. Het komt voor op steen en op de grond. Het korstmos leeft in symbiose met de alg Nostoc. Hij komt voor in de duinen of op oude muren.

## Kenmerken

### Uiterlijke kenmerken
Het thallus is foliose heeft een diameter tot 5 cm. De lobben zijn afgerond en hebben een diameter van 2 tot 3 mm. Apothecia zijn meestal afwezig of schaars aanwezig. Ze bevinden zich aan de top van de takken. De platte roodbruine schijfjes zijn aan de basis ingesnoerd en hebben een diameter van 0,5 tot 1 mm. 

### Microscopische kenmerken
De asci zijn 8-sporig. Het hymenium heeft een hoogte van 130 tot 150 µm. De ascosporen zijn hyaliene, elliptisch met puntige uiteinden of submuriform, drievoudig gesepteerd en meten 20-30 × 8-12 µm.

## Verspreiding
In Nederland komt kalkzwelmos zeldzaam voor. Het is niet bedreigd en staat niet op de rode lijst.